# Campagna di Boston
La campagna di Boston segna l'inizio della guerra d'indipendenza americana. Dopo la mobilitazione della milizia patriottica, che sarebbe divenuta poi l'Esercito continentale, i rivoluzionari americani si scontrarono con le forze britanniche per la prima volta il 19 aprile 1775, nella battaglia di Lexington e Concord, durante la quale gli americani inflissero una serie di sconfitte alle forze nemiche, in piena ritirata verso Charlestown.
I miliziani circondarono dunque la città di Boston, mettendola sotto assedio. Lo scontro principale, durante quest'assedio, fu la battaglia di Bunker Hill, il 17 giugno 1775, una delle più sanguinose azioni militari dell'intera guerra.
Nel luglio del 1775, George Washington prese il comando della milizia e la trasformò in un esercito regolare. Il 4 marzo 1776, l'esercito americano schierò a Dorchester Heights numerosi cannoni d'assedio in grado di bombardare Boston e le navi britanniche all'àncora nel porto. Il 17 marzo, le forze britanniche preferirono rinunciare all'occupazione di Boston e si ritirarono via mare dalla città.

## Antefatti
Nel 1767 il Parlamento britannico adottò i cosiddetti Townshend Acts che imponevano dazi su carte, vetro, vernici, piombo, vetro e tè proveniente dalle colonie americane. I Sons of Liberty ed altre organizzazioni patriottiche americane organizzarono una serie di proteste tra cui il boicottaggio dei beni sottoposti ai nuovi dazi, minacciando i funzionari incaricati della loro riscossione.
Nell'ottobre del 1768, su richiesta del governatore della Provincia della Massachusetts Bay, Francis Bernard, le truppe britanniche arrivarono a Boston e occuparono la città. La crescente tensione sfociò nel famigerato massacro di Boston, del 5 marzo 1770, e nel successivo Boston Tea Party, del 16 dicembre 1773.
In risposta alle proteste, il Parlamento britannico adottò una serie di leggi fortemente repressive, le Leggi Intollerabili, arrivando ad abolire il governo provinciale del Massachusetts con il Massachusetts Government Act del 1774. Il generale Thomas Gage, già comandante in capo delle forze armate britanniche in Nord America, venne nominato governatore del Massachusetts con l'ordire diretto di re Giorgio III di rinsaldare l'autorità imperiale nella colonia.
Tuttavia, la crescente resistenza popolare costrinse le autorità britanniche a dimettersi o rifugiarsi a Boston. Gage poteva contare su quattro reggimenti, circa 4 000 uomini, nel suo quartier generale a Boston, ma la campagna era largamente controllata dai simpatizzanti per i patrioti.

## L'inizio della guerra

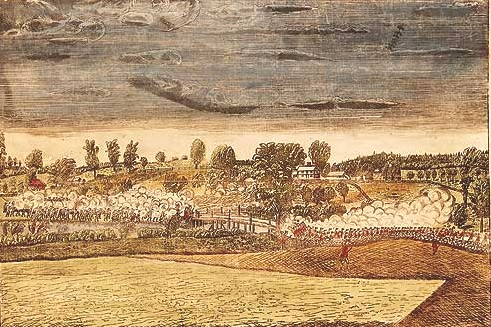
Rappresentazione del 1775, di Amos Doolittle, di uno scorcio dell'azione al North Bridge, a Concord

Il 1º settembre 1774, con una mossa a sorpresa, i soldati britannici si impadronirono della polvere da sparo e delle forniture militari custodite in un magazzino nei pressi di Boston. La spedizione allarmò tutta la regione e i patrioti iniziarono ad armarsi, ritenendo che la guerra fosse alle porte. Anche se alla fine si rivelò un falso allarme, questo fu un avvenimento che spinse entrambi gli schieramenti ad operare con più cautela nei giorni seguenti e fu essenzialmente una "prova" di ciò che sarebbe accaduto nei mesi successivi. In parte a causa dell'allarme, i patrioti portarono via dai magazzini grandi quantitativi di armi custodite in vari forti nella Nuova Inghilterra e le distribuirono ai miliziani locali.
La notte del 18 aprile 1775, il generale Gage inviò 700 uomini a confiscare le munizioni dei miliziani a Concord. Diversi patrioti, incluso Paul Revere, allertarono le campagne e, quando le truppe britanniche entrarono a Lexington la mattina del 19 aprile, trovarono 77 Minutemen, miliziani di Lexington e dei abitati vicini. I due schieramenti si scambiarono delle raffiche e conseguentemente 8 miliziani furono uccisi mentre gli altri si dispersero e i britannici si diressero su Concord. Lì, cercarono i rifornimenti militari ma ne trovarono relativamente pochi, poiché i colonialisti, saputo della spedizione inglese, riuscirono a nasconderne la maggior parte. Durante la ricerca, vi fu uno scontro all'Old North Bridge, un ponte a Concord. Una ridotta compagnia britannica sparò contro una colonna più numerosa di miliziani, che risposero al fuoco e li respinsero fino al centro del paese, dove si riunirono al resto degli uomini. Dopo che i britannici si misero in marcia per tornare a Boston, diverse migliaia di miliziani misero pressione sulla colonna in marcia, attaccandoli per tutto il viaggio e causando pesanti perdite, fino a Charlestown. Con questa battaglia, ebbe inizio la guerra.

## L'assedio di Boston

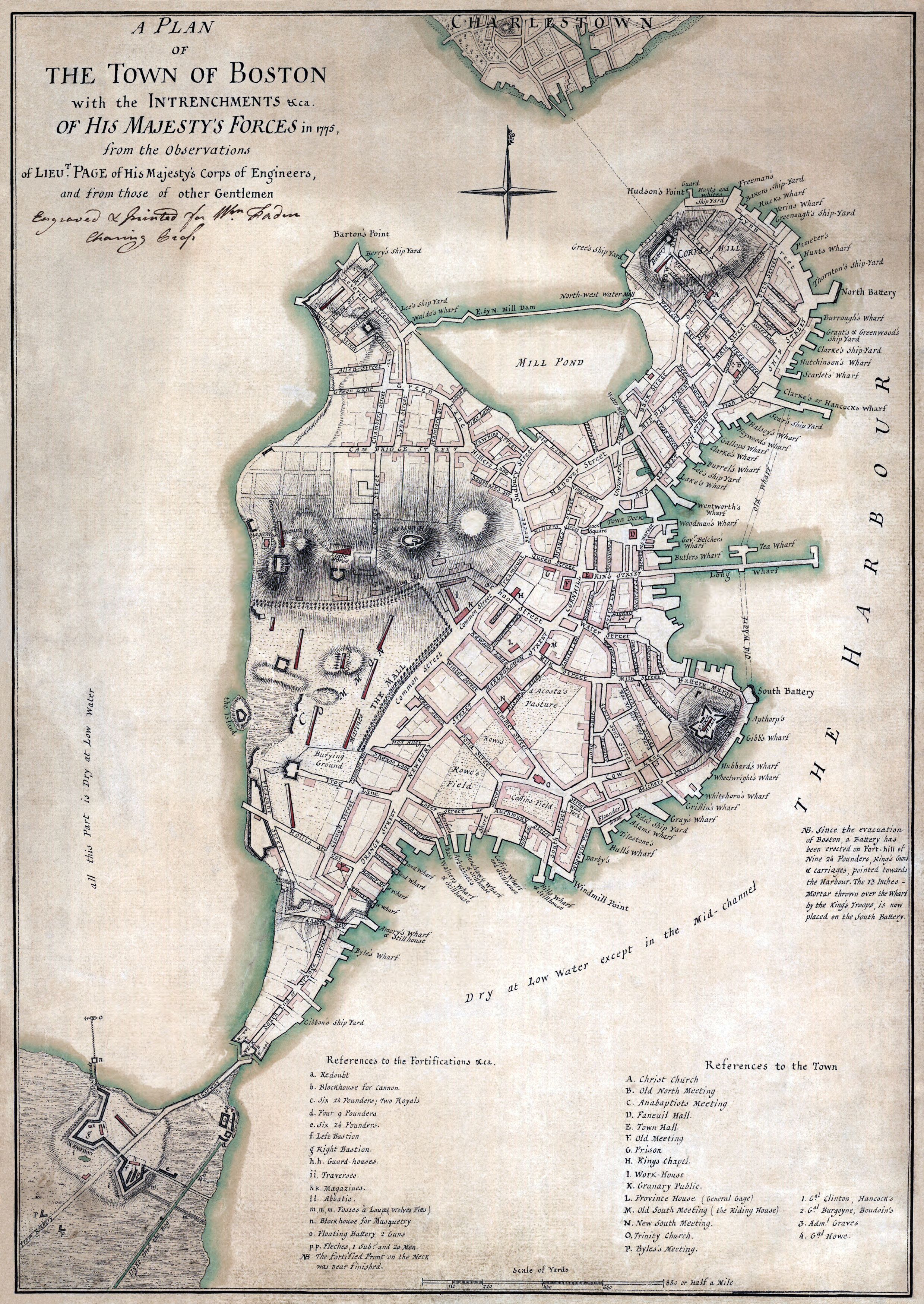
Una mappa raffigurante il dispiegamento delle forze britanniche a Boston nel 1775

A seguito della spedizione di Concord, migliaia di miliziani rimasero nei pressi di Boston, dove ricevettero ulteriori rinforzi dal New Hampshire, dal Connecticut e dal Rhode Island. Sotto il comando di Artemas Ward, circondarono la città, bloccandone le vie d'accesso via terra e mettendola di fatto sotto assedio, mentre i britannici fortificavano la città.

### La necessità di rifornimenti
Nonostante i britannici fossero in grado di portare rifornimenti in città via mare, a Boston cominciavano a scarseggiare. I soldati furono quindi inviati in alcune isole della baia circostante per razziare quanto potevano. In risposta, i coloniali iniziarono a portare via tutto ciò che potesse essere utile ai britannici da queste isole. Non mancarono, in questa fase, degli scontri tra i due schieramenti, come la battaglia di Chelsea Creek che terminò con due vittime britanniche e l'affondamento della nave inglese Diana. Il bisogno di materiali da costruzione e rifornimenti spinse l'ammiraglio Samuel Graves ad autorizzare i mercanti leali alla Corona inglese ad inviare le loro navi a Machias, nel Maine, scortate da una nave militare. Gli abitanti di Machias, però, si ribellarono impossessandosi delle navi mercantili e di quella militare, in quelle che viene definita battaglia di Machias, durante la quale il comandante del vascello da guerra inglese rimase ucciso. Tale fatto, assieme ad altri simili avvenuto lungo la costa, spinse Graves ad autorizzare una spedizione punitiva in ottobre, il cui unico atto significativo fu l'incendio di Falmouth, oggi parte della città di Portland. L'incendio della cittadina contribuì a far approvare al Secondo congresso continentale l'istituzione della Marina continentale.
Anche l'Esercito continentale ebbe problemi relativi ai rifornimenti e al comando. I miliziani necessitavano di una riorganizzazione logistica, tattica e strategica in particolare, poiché ogni comandante miliziano riceveva ordini dal proprio congresso regionale.

### Bunker Hill
A fine maggio, il generale Gage ricevette via mare ulteriori 2 000 uomini e tre ufficiali che giocarono un ruolo di primo piano nella guerra: William Howe, John Burgoyne e Henry Clinton. Questi formularono un piano per liberare la città, messo in atto il 12 giugno. Rapporti su questi piani giunsero ai comandanti delle forze assedianti che decisero di organizzare a loro volta delle difese.
Nella notte tra il 16 e il 17 giugno, un distaccamento dell'esercito coloniale, in assoluto silenzio, marciò sulla penisola di Charlestwon, abbandonata dai britannici in aprile, e fortificarono Bunker Hill e Breed's Hill. Il 17 giugno, le forze britanniche del generale Howe attaccarono e occuparono la penisola, nella battaglia di Bunker Hill. Pur risultando in una vittoria inglese, i britannici subirono fortissime perdite: circa un terzo degli uomini di Howe furono uccisi o feriti e fra di essi vi era una parte importante del corpo degli ufficiali dell'intero Nord America. L'operazione non riuscì inoltre a rompere l'assedio di Boston e Gage venne richiamato in Inghilterra in settembre, venendo sostituito come comandante in capo da Howe.

### La creazione dell'Esercito continentale
Il secondo congresso continentale, riunito a Filadelfia, ricevette rapporti sulla situazione di Boston a partire dal maggio 1775. In risposta alla confusione sulla linea di comando nel Massachusetts e alla cattura americana del forte Ticonderoga, decise di organizzare un comando militare unificato. Il Congresso adottò ufficialmente le forze militari assedianti Boston come l'Esercito continentale, il 26 maggio, e nominò George Washington come comandante in capo, il 15 giugno. Il 21 giugno, Washington lasciò Filadelfia diretto a Boston, ma solo quando raggiunse New York seppe dell'esito della battaglia di Bunker Hill.

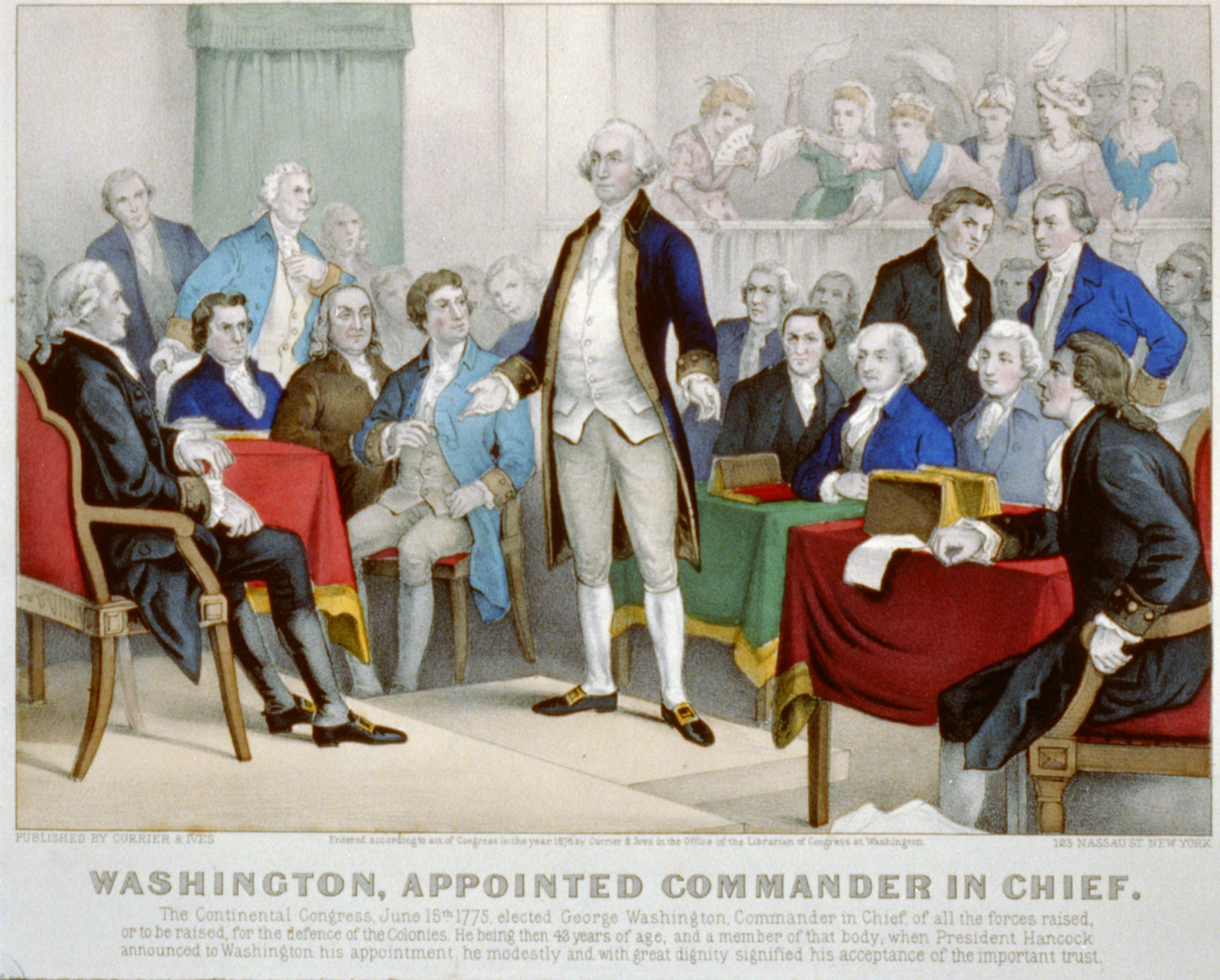
Dipinto raffigurane George Washington mentre accetta il ruolo di comandante dell'Esercito continentale dal Congresso

### Lo stallo
In seguito alla battaglia di Bunker Hill, iniziò una fase di stallo, con nessuno dei due schieramenti in possesso di una posizione dominante, né possibilità di ottenerla. Quando Washington prese il comando dell'esercito in luglio, valutò che la sua dimensione si era ridotta da 20 000 a 13 000 uomini pronti a combattere. Stabilì inoltre che la battaglia aveva severamente ridotto il quantitativo di polvere da sparo, di cui giunsero rifornimenti via nave da Filadelfia. Anche i britannici furono occupati ad ottenere rifornimenti e, quando Washington giunse tra le truppe assediate, gli inglesi contavano più di 10 000 uomini in città.
Per la seconda parte del 1775, entrambi gli schieramenti si trincerarono, scontrandosi in schermaglie occasionali, e nessuno volle prendere l'iniziativa. Il Congresso, cercando di prendere una vera iniziativa e di ottenere il massimo dalla cattura del forte di Ticonderoga, autorizzò l'invasione del Canada. In settembre, Benedict Arnold guidò 1 100 uomini in una spedizione in Québec.
Washington dovette affrontare una crisi personale verso la fine del 1775, quando la maggior parte del suo esercito avrebbe terminato il periodo di leva al termine dell'anno. Introdusse degli incentivi al reclutamento e riuscì comunque a mantenere un esercito sufficientemente grande per mantenere l'assedio, anche se il totale dei suoi uomini era divenuto poco inferiore agli assediati.

## La fine dell'assedio
All'inizio del marzo 1776, gli americani si impossessarono dei cannoni pesanti del forte Ticonderoga ed Henry Knox e i suoi uomini riuscirono a superare le non poche difficoltà per trasportarli a Boston. Quando i cannoni furono piazzati a Dorchester Heights, sovrastanti la città, la situazione per i britannici divenne insostenibile e, quando Howe pianificò un attacco per impossessarsi di quelle posizioni, una tormenta di neve impedì l'esecuzione del suo piano. Dopo aver minacciato di dare alle fiamme la città, i britannici evacuarono Boston, il 17 marzo, e si rifugiarono ad Halifax in Nuova Scozia. I miliziani locali si dispersero e, in aprile, il generale Washington condusse la maggior parte dell'Esercito continentale a fortificare New York ed iniziare la Campagna di New York e del New Jersey.